# Guido Carrillo
Guido Marcelo Carrillo (Magdalena, 1991. május 25. –) argentin labdarúgó, az Elche játékosa. Rendelkezik olasz állampolgársággal is.

## Sikerei, díjai
- AS Monaco
  - Francia bajnokság bronzérmese: 2015–16
  - League 1: 2016–17

## Statisztika

### Klub
Legutóbb 2019. május 25-én lett frissítve
| Klub             | Szezon           | Liga             | Liga            | Liga  | Kupa            | Kupa  | Ligakupa        | Ligakupa | Nemzetközi      | Nemzetközi | Egyéb           | Egyéb | Összesen        | Összesen |
| Klub             | Szezon           | Bajnokság        | Pályára lépések | Gólok | Pályára lépések | Gólok | Pályára lépések | Gólok    | Pályára lépések | Gólok      | Pályára lépések | Gólok | Pályára lépések | Gólok    |
| ---------------- | ---------------- | ---------------- | --------------- | ----- | --------------- | ----- | --------------- | -------- | --------------- | ---------- | --------------- | ----- | --------------- | -------- |
| Estudiantes (LP) | 2010–2011        | Primera División | 5               | 0     | —               | —     | —               | —        | —               | —          | —               | —     | 5               | 0        |
| Estudiantes (LP) | 2011–2012        | Primera División | 21              | 2     | 1               | 1     | —               | —        | —               | —          | —               | —     | 22              | 3        |
| Estudiantes (LP) | 2012–2013        | Primera División | 29              | 4     | 1               | 0     | —               | —        | —               | —          | —               | —     | 30              | 4        |
| Estudiantes (LP) | 2013–14          | Primera División | 37              | 13    | 3               | 1     | —               | —        | —               | —          | —               | —     | 40              | 14       |
| Estudiantes (LP) | 2014             | Primera División | 17              | 5     | 0               | 0     | —               | —        | 6               | 3          | —               | —     | 23              | 8        |
| Estudiantes (LP) | 2015             | Primera División | 11              | 4     | 1               | 2     | —               | —        | 10              | 7          | —               | —     | 22              | 13       |
| Estudiantes (LP) | Összesen         | Összesen         | 119             | 28    | 6               | 4     | 0               | 0        | 16              | 10         | 0               | 0     | 141             | 42       |
| Monaco           | 2015–16          | Ligue 1          | 31              | 4     | 2               | 0     | 0               | 0        | 7               | 1          | —               | —     | 40              | 5        |
| Monaco           | 2016–2017        | Ligue 1          | 19              | 7     | 2               | 0     | 2               | 1        | 8               | 0          | —               | —     | 31              | 8        |
| Monaco           | 2017–2018        | Ligue 1          | 15              | 4     | 1               | 3     | 2               | 1        | 5               | 0          | 1               | 0     | 24              | 8        |
| Monaco           | Összesen         | Összesen         | 65              | 15    | 5               | 3     | 4               | 2        | 20              | 1          | 1               | 0     | 95              | 21       |
| Southampton      | 2017–2018        | Premier League   | 7               | 0     | 3               | 0     | 0               | 0        | —               | —          | —               | —     | 10              | 0        |
| Leganés          | 2018–2019        | La Liga          | 32              | 6     | 1               | 0     | —               | —        | —               | —          | —               | —     | 33              | 6        |
| Karrier Összesen | Karrier Összesen | Karrier Összesen | 223             | 49    | 15              | 7     | 4               | 0        | 36              | 11         | 1               | 0     | 279             | 69       |